# Batavia, Ohio
Batavia là một làng thuộc quận Clermont, tiểu bang Ohio, Hoa Kỳ. Năm 2010, dân số của làng này là 1509 người.

## Dân số
- Dân số năm 2000: 1617 người.
- Dân số năm 2010: 1509 người.